# Dasylirion miquihuanense
Dasylirion miquihuanense ist eine Pflanzenart der Gattung Dasylirion in der Familie der Spargelgewächse (Asparagaceae). Ein englischer Trivialname ist „Miquihuana Grass Tree“.

## Beschreibung
Dasylirion miquihuanense  bildet einen holzigen, robusten Stamm von 20 bis 250 cm Höhe. Die an der Basis quadratischen, steifen, glatten, verdickten, variablen, grünen, dichten Laubblätter sind 70 bis 100 cm lang und 10 bis 15 mm breit. Die variablen Randdornen sind nach oben gerichtet. Die Spitzen sind im Jugendstadium buschig/faserig.
Der rispige, holzige Blütenstand wird 2 bis 3 m hoch. Die zahlreichen Blüten sind olive bis tanfarben. Die Blühperiode reicht von März bis Mai.
Die elliptischen bis eiförmigen, tanfarbenen Kapselfrüchte enthalten einen 1 Samen und sind 6 bis 7 mm lang und 5–6,5 mm breit. Die dreikantigen Samen sind 3 mm lang und 2,5 mm breit.

## Verbreitung und Systematik
Dasylirion miquihuanense ist in Mexiko im südlichen Nuevo Leon und im südwestlichen Tamaulipas in Höhen von 1700 bis 1900 m endemisch verbreitet. Es wächst in Wüstengebieten in offenem, flachen Gelände und an steinigen Hängen, vergesellschaftet mit Dasylirion quadrangulatum, Dasylirion berlandieri, Yucca filifera, Agave lechuguilla, Agave striata und verschiedenen Kakteen-Arten.
Die Erstbeschreibung erfolgte 1998 durch David John Bogler.
Das seltene Dasylirion miquihuanense ist ein Mitglied der Sektion Quadrangulatum. Typisch sind die steifen, grünen, an der Basis quadratischen Blätter. Sein Erscheinungsbild ähnelt dem von Dasylirion berlandieri, jedoch sind Unterschiede in der Blattstruktur erkennbar. In den Überlappungsgebieten, z. B. in der Dr.-Arrojo-Region, existieren Hybriden beider Arten.
Dasylirion miquihuanense ist kaum bekannt.

## Nachweise